# Перо Деформеро
Перо Деформеро (Pero Defformero) е сръбска музикална група от Нови Сад. Групата е позната с уникалния си стил, комбиниращ турбо-фолк и прогресив метъл.

## История

### Формиране и разпадане (1993 – 1997)
Първата идея за съчетаване на хардрок и хевиметъл с турбо-фолк идва в началото на 1990 година, когато Саша Фриш, китарист от Нови Сад, написва песен наречена „Veče na plaži“ („Една вечер на плажа“), по-късно записана като „Ostavljen sam ja“ („Аз бях изоставен“). Фриш се присъединява към Драган „Снеки“ Йованович, който направил аранжимента и продукцията. И двете песни са записани през 1993 година. След пристигането на вокалиста Желько Йойкич, Фриш написва още една песен озаглавена „Srca tvoga plam“ („Блясъкът на твоето сърце“) по-късно записана като „Došli smo do kraja puta“ („Дошли сме до края на Пътя“). За да продължат творчеството си, на Фриш му била нужна цяла група и Тибор Лакатош (бас китара) и Срдан Милованович (барабани) се присъединили към тях. Групата е кръстена на герой от комикс на Алън Форд.
С увеличаването на количеството материал, възниква идеята за записване на албум и през лятото на 1994 групата отива в студио „Pro Sound“ в Нови Сад, за да запише дебютния си албум. Pero Defformero е издаден през есента на 1995 чрез лейбъла Music YUser. Албумът съдържа девет песни и към едно от тях – „Srca tvoga plam“ („Пламъкът на сърцето ти“) – е заснето промоционално видео. След издаването на албума, Йойкич и Лакатош напускат групата и биват заменени от Горан Бишевац (вокал) и Мирослав Миятович (бас). Тогава групата записва втория си албум Pero Defformero II (известен още като „Nazovi drugi album“ или „Napalm“, „Nitro“, „Turbo“, „Disko“) който не е официално издаден. През това време групата сменя състава си, включвайки Слободан Станойевич на мястото на Милованович на барабаните. Поради неразбирателства групата се разпада през 1997 година.

### Повторно завръщане (2003 – 2010)
През 2003 година почитател разпознава някои от членовете на групата и ги убеждава да се съберат и отново да започнат да свирят след седемгодишна пауза. След кратки изяви и малка пауза групата отива в студио „Mr. Big“ през 2006 година. Демото, което записват, съдържа 4 песни, продуцирани от Драган Йованович, и е представено на страницата им в MySpace. Някои от песните присъстват и в дебютния албум, но са презаписани и преименувани. Съставът на групата се сменя за последно, когато басистът Миятович напуска поради лични причини и бива заменен от Ненад Ковачевич. Заедно музикантите вземат участие в сборния албум в чест на Джордже Балашевич наречен „Neki noviji klinci i...“, с кавър версията на „Jaroslava“.
През януари 2008 година, групата записва дългоочаквания си втори албум в студио „Piknik“. Албумът сърдържа нов материал и ремиксирани стари песни от първия албум „Pero Defformero“ и неиздадения „Pero Defformero II“. Година по-късно, през януари 2009 година, „Undergrand“ е издаден от Multimedia Records и е заснето промоционално видео на песента „Dosli smo do kraja puta“. Групата продължава с промотирането на новия си албум през 2010 година, представяйки и песен от предстоящия албум „Sedmica na lotu“ („Седмица от тотото“).
В репертоара им освен собствените им песни често присъстват кавър версии и миксове на известни хардрок и хевиметъл песни като „Child in Time“ на Deep Purple, „Master of Puppets“ на Metallica, „Stairway to Heaven“ на Led Zeppelin и други, с турбо фолк текстове, както и хевиметъл версии на турбо-фолк песни.

## Дискография

### Студийни албуми
- Pero Defformero (1995)
- Undergrand (2009)
- Jer To Liči Na Taj Način? (2014)

### Сингли
- „Jaroslava“ (2007)